# Leopoldo Rubio
Leopoldo Morquillas Rubio (14 de março de 1914 - 1 de dezembro de 1989) foi um aviador espanhol que combateu na Guerra Civil Espanhola do lado da Segunda República Espanhola. No final da guerra contabilizava 21 aeronaves inimigas destruídas, sendo considerado um ás da aviação. Mais tarde, durante a Segunda Guerra Mundial, combateu nas fileiras do Exército Vermelho, pela União Soviética.